# Resolutie 1281 Veiligheidsraad Verenigde Naties
Resolutie 1281 van de Veiligheidsraad van de Verenigde Naties werd op 10 december 1999 unaniem aangenomen door de VN-Veiligheidsraad.

## Achtergrond
Op 2 augustus 1990 viel Irak zijn zuiderbuur Koeweit binnen en bezette dat land. De Veiligheidsraad veroordeelde de inval onmiddellijk en later kregen de lidstaten carte blanche om Koeweit te bevrijden. Eind februari 1991 was die strijd beslecht en legde Irak zich neer bij alle aangenomen VN-resoluties. In 1995 werd met resolutie 986 het
olie-voor-voedselprogramma in het leven geroepen om met olie-inkomsten humanitaire hulp aan de Iraakse bevolking te betalen.

## Inhoud

### Waarnemingen
De Veiligheidsraad vond dat humanitaire hulp aan de Iraakse bevolking nodig bleef totdat Irak aan zijn resoluties, en vooral resolutie 687, had voldaan. Die hulp moest op een eerlijke manier verdeeld worden onder de bevolking in heel Irak.

### Handelingen
De Veiligheidsraad besloot resolutie 986, oftewel het olie-voor-voedselprogramma, te verlengen met 180 dagen, te beginnen op 12 december. Ook bleef paragraaf °2 van resolutie 1153, die het maximumbedrag waarvoor landen samen Iraakse olie mochten kopen optrok tot US$5,256 miljard, gedurende die periode van kracht. Resolutie 1175, die Irak toeliet onderdelen voor de olieproductie-installaties in te voeren, bleef eveneens gelden.

## Verwante resoluties
- Resolutie 1275 Veiligheidsraad Verenigde Naties
- Resolutie 1280 Veiligheidsraad Verenigde Naties
- Resolutie 1284 Veiligheidsraad Verenigde Naties
- Resolutie 1293 Veiligheidsraad Verenigde Naties (2000)

Lijst ·  1220 ·  1221 ·  1222 ·  1223 ·  1224 ·  1225 ·  1226 ·  1227 ·  1228 ·  1229 ·  1230 ·  1231 ·  1232 ·  1233 ·  1234 ·  1235 ·  1236 ·  1237 ·  1238 ·  1239 ·  1240 ·  1241 ·  1242 ·  1243 ·  1244 ·  1245 ·  1246 ·  1247 ·  1248 ·  1249 ·  1250 ·  1251 ·  1252 ·  1253 ·  1254 ·  1255 ·  1256 ·  1257 ·  1258 ·  1259 ·  1260 ·  1261 ·  1262 ·  1263 ·  1264 ·  1265 ·  1266 ·  1267 ·  1268 ·  1269 ·  1270 ·  1271 ·  1272 ·  1273 ·  1274 ·  1275 ·  1276 ·  1277 ·  1278 ·  1279 ·  1280 ·  1281 ·  1282 ·  1283 ·  1284